# René Spitz

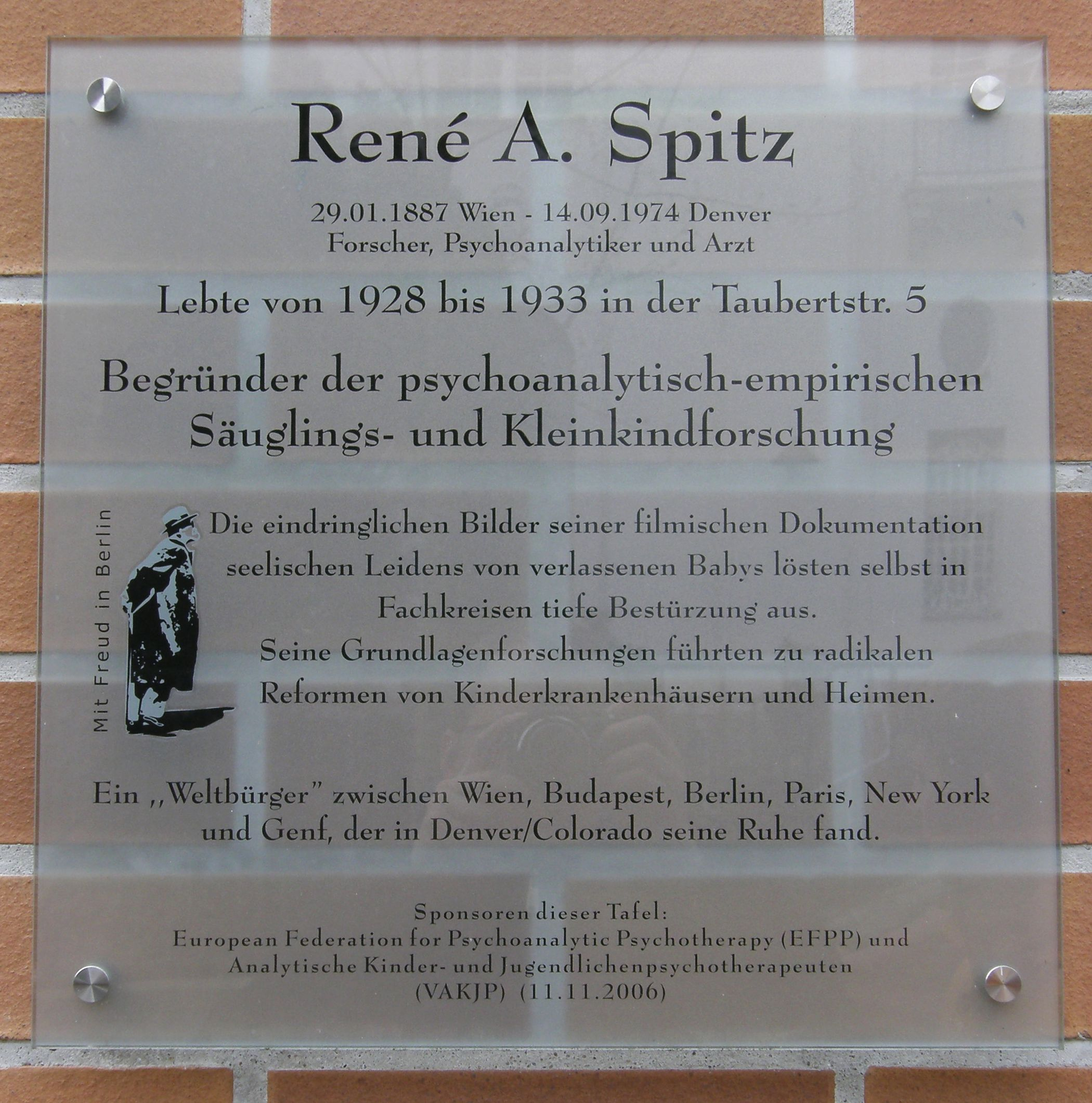
Targa commemorativa a René A. Spitz

René Arpad Spitz (Vienna, 29 gennaio 1887 – Denver, 11 settembre 1974) è stato un medico, psicologo e psicoanalista austriaco naturalizzato statunitense, valorizzò il ruolo formativo della madre tramite l’osservazione diretta dell’interazione madre-bambino.

## Lo sviluppo del bambino
Egli affermò che lo sviluppo infantile non avviene in modo lineare, ma per stadi:
- lo "stadio pre-oggettuale" (alla nascita), nel bambino si osservano fenomeni/sorrisi connessi non a stimoli esterni,
- Lo "stadio dell'oggetto precursore" (tra i tre e i cinque mesi) il neonato sorride indifferentemente alla comparsa di un viso noto. Questa fase detta "del sorriso indiscriminato" è un periodo critico in cui si formano i legami sociali.
- A partire dai 6 mesi, i bambini sorridono solo in presenza di visi conosciuti.

Spitz, reso famoso dai suoi studi sui bambini ospedalizzati, quindi in situazioni di deprivazione di stimoli, elaborò la teoria sulla depressione anaclitica e descrisse in ordine progressivo i comportamenti di bambini che vengono separati dalla persona che si prendeva cura di loro.
Tali comportamenti furono:
- Primo mese: lamentele e richiami.
- Secondo mese: pianto e perdita di peso.
- Terzo mese: rifiuto del contatto fisico, insonnia, ritardo nello sviluppo motorio, assenza di mimica, perdita continua di peso.
- Dopo il terzo mese: cessazione del pianto, stato letargico.

Questi sintomi scompariranno solo quando il bambino ritrova la madre o trova qualcuno che voglia prendersi cura di lui. Un trauma del genere non si risolve del tutto in poco tempo, anzi qualora non dovesse essere superato Spitz afferma, e dimostra, la presenza di ritardi di sviluppo nella totalità dei soggetti osservati e di un aumento del tasso di mortalità.